# Zamenis persica
Zamenis persica е вид змия от семейство Смокообразни (Colubridae).

## Разпространение
Този вид е разпространен в Азербайджан и Иран.